# Geraint Evans
Pour les articles homonymes, voir Evans.
Sir Geraint Evans (16 février 1922 - 19 septembre 1992), baryton d'origine galloise, il a chanté plus de 70 rôles au cours d'une carrière internationale qui a duré de 1948 jusqu'en 1983.

## Jeunesse
Geraint Evans est né à Cilfynydd, le fils unique de William John Evans (1899–1978), un mineur, et de sa femme, Charlotte May, née Thomas (1901–1923). Evans a parlé le gallois avant d'apprendre l'anglais. Quittant l'école à quatorze ans, il travaille d'abord dans un magasin de vêtements, prenant des cours de chant pendant son temps libre. Il chante dans la chorale de la chapelle méthodiste et fait également du théâtre amateur. Pendant la deuxième Guerre mondiale, il s'engage dans l'armée de l'air. Une fois la guerre terminée, il est employé par les British Forces Radio Network à Hambourg, où il chante dans les chœurs de la radio et prend des cours avec le baryton Theo Herrmann. Ensuite il étudie avec Fernando Carpi à Gênes et au Guildhall School of Music and Drama de Londres avec Walter Hyde.

## Rôles
Le premier rôle de Geraint Evans a été celui du veilleur de nuit dans Die Meistersinger au Royal Opera House en 1948. Par la suite il a été choisi pour le rôle de Figaro dans Le Mariage de Figaro de Mozart en 1949, rôle qu'il devait chanter plus de 500 fois au cours de sa carrière internationale. C'est dans ce rôle qu'il a débuté à La Scala de Milan en 1960, le premier chanteur britannique à y chanter depuis la guerre. Débutant au Vienna Staatsoper au pied levé, il a tellement impressionné Herbert von Karajan qu'il lui a proposé un contrat avec la troupe. Toutefois, Evans a refusé de quitter Covent Garden, qui restera pour lui sa maison mère.
Au festival de Glyndebourne il a chanté pour la première fois en 1957 le Falstaff de Verdi qu'il a chanté par la suite partout dans le monde: à Covent Garden (1961, mise en scène par Zeffirelli et dirigé par Solti), au Vienna Staatsoper et au Metropolitan Opera (1964, dirigé par Leonard Bernstein). Son Beckmesser dans Die Meistersinger, son Figaro, son Don Pizarro dans Fidelio, son Don Pasquale, son Dulcamara dans L'Elisir d'Amore et son Leporello dans Don Giovanni ont également connu un grand succès. Geraint Evans était un acteur exceptionnel tant dans les rôles comiques que tragiques (Wozzeck).
Evans a participé à la création d'un grand nombre d'opéras de compositeurs britanniques contemporains : de Vaughan Williams, Pilgrim's Progress (1951), de Britten, Billy Budd (1951) et Gloriana (1953) et de Walton, Troilus and Cressida (1954). Benjamin Britten avait destiné le rôle-titre de Billy Budd à Geraint Evans mais celui-ci a dû y renoncer, trouvant la tessiture trop haute pour sa voix, et a choisi le plus petit rôle de Mr Flint.
Evans a été anobli par la reine Élisabeth II en 1969.
Geraint Evans est mort à Aberystwyth à l'âge de soixante-dix ans. Une messe à sa mémoire a été célébrée à l'abbaye de Westminster. L'orchestre et les chœurs du Royal Opera House, Covent Garden ont été dirigés par Bernard Haitink, Sir Georg Solti, Sir Colin Davis et Sir Edward Downes.

## Discographie sélective
- Donizetti : L'elisir d'amore. Ileana Cotrubas, Placido Domingo, Geraint Evans. Royal Opera House Orchestra, Covent Garden / Sir John Pritchard.
- Gilbert & Sullivan : The Mikado, Owen Brannigan, Richard Lewis, Sir Geraint Evans, Glyndebourne Festival Chorus, Pro Arte Orchestra / Sir Malcolm Sargent.
- Mozart : Don Giovanni. Roger Soyer, Sir Geraint Evans, Luigi Alva, Heather Harper, Helen Donath. Scottish Opera Chorus, English Chamber Orchestra / Daniel Barenboim (EMI).

Le Nozze di Figaro. Sir Geraint Evans, Judith Blegen, Heather Harper, Dietrich Fischer-Dieskau, Teresa Berganza, John Alldis Choir, English Chamber Orchestra / Daniel Barenboim (EMI).
- Verdi : Falstaff. Geraint Evans, Glyndebourne Opera / Vittorio Gui.
- Britten : Peter Grimes. Peter Pears, Claire Watson, James Pease, David Kelly, Geraint Evans, Owen Brannigan, Orchestra and Chorus of the Royal Opera House Covent Garden / Benjamin Britten. Decca
- Verdi : Falstaff. Geraint Evans, Giulietta Simionato, Ilva Ligabue, Robert Merrill, Mirella Freni, Alfredo Kraus, Rosalind Elias, RCA Italiana Opera Orchestra & Chorus / Sir Georg Solti. Decca.
- Wagner : Die Meistersinger von Nürnberg. Theo Adam, René Kollo, Helen Donath, Ruth Hesse, Peter Schreier, Sir Geraint Evans. Chœur de la Radio de Leipzig. Staatskapelle Dresden / Herbert von Karajan (EMI)